# Josep Sabater Esteve
Josep Sabater Esteve (Reus, 1893 - Barcelona segle XX) va ser un comerciant i polític català, germà de l'industrial i polític Antoni Sabater i Esteve.
Vinculat des de jove a sectors nacionalistes, va ser un dels fundadors el 1913 de la secció reusenca de les joventuts de la Lliga Regionalista, vinculada a Cambó, que a Reus es deia Joventut Nacionalista, i va impulsar la segona etapa de La Veu del Camp, que amb el nom de La Veu del Camp: setmanari català, va aparèixer de 1913 a 1921. Els integrants de la primera Junta de les Joventuts Nacionalistes eren: Josep Sabater Esteve (president), Ramon Cercós, Josep Sans Ferré, Antoni Cavallé, Lluís Pinyol i Enric Aguadé. El 1922 va ser un dels fundadors de l'Associació de la Premsa de Reus. Juntament amb el seu germà Antoni va establir una societat per al comerç de fruits secs a gran escala, que era un dels més importants per la comercialització de l'avellana del Camp de Tarragona. Vocal de la Cambra de Comerç de Reus, treballà per la concentració dels comerciants de fruits secs a la ciutat. Per les seves idees conservadores, a l'inici de la guerra civil, juntament amb el seu germà Antoni, va marxar a Andalusia, al sector franquista, d'on tornà al final de la guerra i s'instal·là a Barcelona on va morir. Quan va tornar a la seva ciutat en la postguerra, va trobar cremada la seva parròquia, l'església de la Sang, i destruït tot el que contenia. Va contractar l'escultor Modest Gené per a la reconstrucció de les principals figures, sobretot el famós Sant Crist de la Sang i el pas del Sant Sepulcre, perquè pogués sortir a la professó de Setmana Santa. Va publicar un opuscle: Aceites puros de oliva, almendras, avellanas, nueces, piñones, arroces, &, &. Reus: Tipografia Ferrando, [1933?].